# Pseudoconnarus rhynchosioides
Pseudoconnarus rhynchosioides là một loài thực vật có hoa trong họ Connaraceae. Loài này được (Standl.) Prance miêu tả khoa học đầu tiên năm 1966.